# Idiyappam

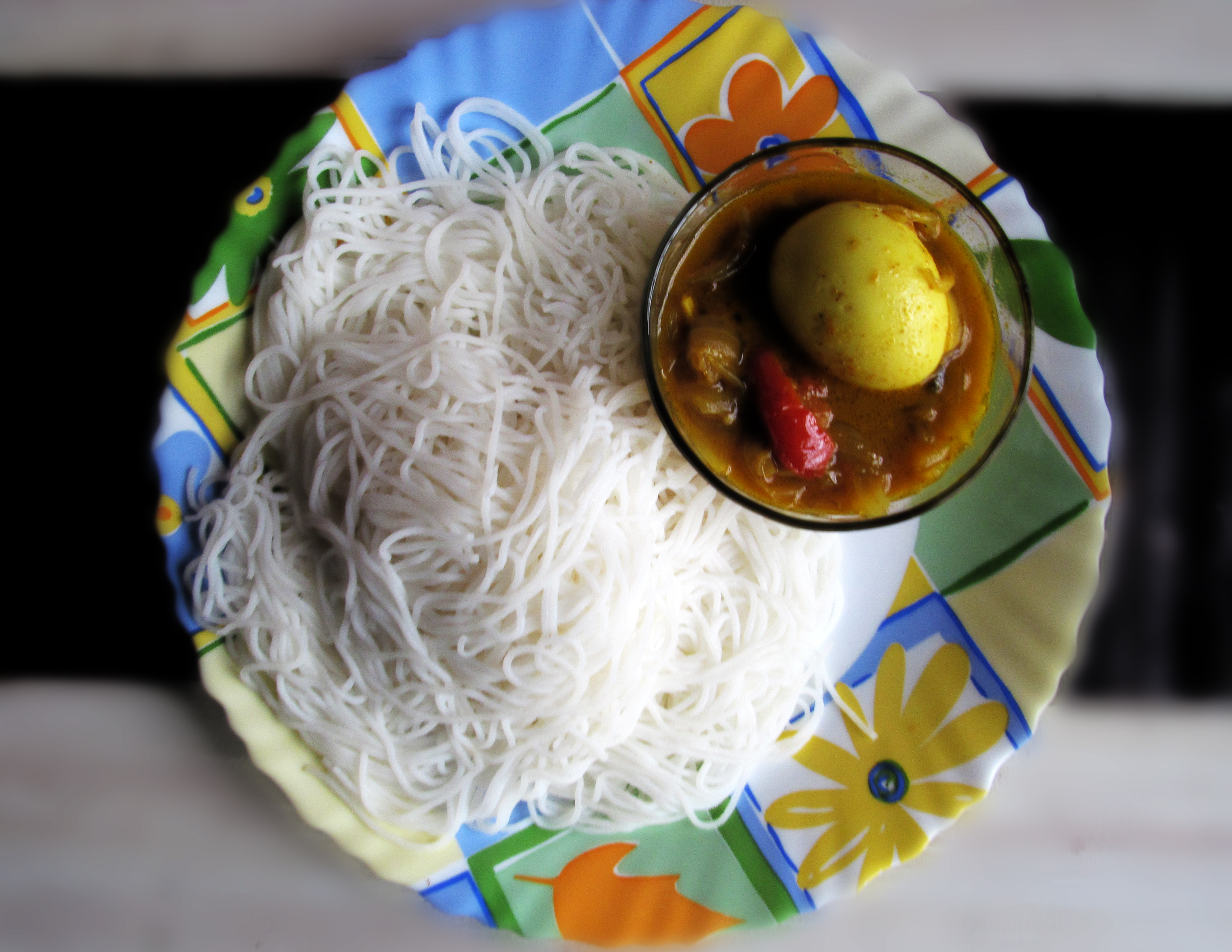
Gekookte idiyappams

Idiyappam is een ontbijtgerecht dat populair is in de deelstaten Kerala en Tamil Nadu, beide in de zuidelijke punt van India.
Het wordt ook wel noolappam genoemd, dat van het Tamil en Malayalam voor snaar (nool) afkomstig is en een verwijzing naar de vorm is. Idiyappam wordt gemaakt van rijstbloem, zout en water en wordt gezien als een van de meer eenvoudige vormen van ontbijt in die regio.
Idiyappam wordt gemaakt door met een lepel rijstbloem, heet water, ghee en zout te mengen. Hierna wordt het gekneed waardoor er een deegmassa ontstaat. Vervolgens wordt er een speciale idiyappam-pers of -zeef gebruikt om er slierten van te maken. In India wordt het gerecht soms eerst op een bananenblad geperst, maar ook wel direct op een bord. Hierna wordt het gedurende vijf tot tien minuten gekookt, waarbij er soms wat kokosnoot in de pan wordt meegekookt voor de smaak.